# Al Lang Stadium
Das Al Lang Stadium ist ein Fußballstadion in der US-amerikanischen Hafenstadt Saint Petersburg, Pinellas County, im Bundesstaat Florida. Die Anlage wurde 1947 als Baseballstadion erbaut. 1976 erfolgte ein Neubau an gleicher Stelle. Nach weiteren Renovierungen 1998 wurde das Stadion 2011 zum Fußballstadion umfunktioniert. Seitdem ist es Heimspielstätte der Tampa Bay Rowdies, die in der North American Soccer League spielen. Das Al Lang Stadium kann auch weiterhin für Baseball genutzt werden. Außerdem finden hier auch Lacrosse-Spiele statt. Insgesamt fasst die Spielstätte 7227 Zuschauer. Es ist benannt nach dem 1960 verstorbenen Al Lang, einem Geschäftsmann und Bürgermeister von Saint Petersburg. Er war maßgeblich dafür verantwortlich, dass viele Baseballmannschaften ihr Spring Training in der Stadt veranstaltet haben.

## Geschichte
Im Jahr 1947 riss die Stadt den bisherigen Waterfront Park ein und baute an dieser Stelle einen modernen Baseball Park. Das Al Lang Stadium wurde in den kommenden Jahren als Frühlingstraingsplatz von Baseballmannschaften wie New York Yankees, St. Louis Cardinals, St. Petersburg Saints, New York Giants und New York Mets genutzt. Der Grund für den Bau des Stadions war es das gerade Mannschaften aus dem nördlichen Teil der USA die Möglichkeit haben, sich an einem warmen Ort auf die Saison vorzubereiten. Al Lang, der damalige Initiator des Baus, sah hier eine Möglichkeit seine Stadt landesweit bekannt zu machen und somit weitere finanzielle Einnahmequellen zu schaffen.
1976 wurde die Anlage komplett renoviert und teilweise neu aufgebaut. 1996 wurde es nochmal renoviert und um z. B. behindertengerechte Plätze erweitert. 1998 wurde das lokale Energieversorgungsunternehmen Florida Power Namenssponsor des Stadions, somit wurde dies in Florida Power Park at Al Lang Field umbenannt. Als Lorida Power Teil des Energieversorgungsunternehmen Progress Energy wurde, nannte sich das Stadion von 2003 bis 2011 Progress Energy Park.
2011 wurde das Stadion so angepasst, dass auch Fußballspiele möglich sind.
Die Tampa Bay Rowdies streben für die nächsten Jahre die Aufnahme in die Major League Soccer (MLS) an. Wenn dies gelingt, soll das Al Lang Stadium umgebaut und erweitert werden. Dafür wurden Anfang Januar 2017 Pläne und gerenderte Bilder der geplanten Anlage veröffentlicht. Dabei soll das Platzangebot des ehemaligen Baseballstadions von jetzt 7227 auf 18.000 gesteigert werden. Aufgrund des beschränkten Platzangebotes durch umliegende Straßen sollen gegenüber der bisherigen Tribüne weitere Zuschauerränge entstehen.
Am 2. März 2017 gab es zum Stadion und dem geplanten Umbau eine Informationsveranstaltung. Dort konnten sich die Bürger die Pläne ansehen und Fragen stellen. Die Kosten von geschätzten 73 Mio. Euro wird Bill Edwards, der Besitzer der Tampa Bay Rowdies, übernehmen. Die Stadtverwaltung von Saint Petersburg hatte für den 2. Mai des Jahres einen Bürgerentscheid angesetzt. Mit einer großen Mehrheit von 87 Prozent stimmten die Bürger für die Pläne. Demzufolge werden die Tampa Bay Rowdies mit der Stadt einen Mietvertrag über 25 Jahre aushandeln können. Mit der Erweiterung und Modernisierung hofft das Franchise seine Chancen für eine Aufnahme in die MLS zu verbessern. Neben den Rowdies bewerben sich voraussichtlich zehn weitere Teams um Einlass in die US-amerikanische Eliteliga. Bis 2020 sollte es in der Major League Soccer vier neue Franchises geben. Bisher wurde Saint Petersburg mit den Tampa Bay Rowdies nicht berücksichtigt.

## Lage
Das Al Lang Stadium befindet sich östlich der Innenstadt von Saint Petersburg und ist direkt an der Tampa Bay gelegen. Südlich davon befindet sich der Albert Whitted Airport und die University of South Florida St. Petersburg. Die Strecke des Firestone Grand Prix of St. Petersburg führt u. a. über die Parkplätze des Stadions.

## Nutzung

### Baseball
Seit der Eröffnung im Jahr 1947 diente das Stadion als Platz für das Spring Training für viele Baseballmannschaften der Major League Baseball und deren Minor Leagues. Unter anderem trainierten hier die St. Louis Cardinals von 1947 bis 1997 jeden Frühjahr. Auch die New York Mets waren jahrelang jedes Frühjahr im Al Lang Stadium. Seit 2011 wird das Stadion als Trainingsort von der kanadischen und niederländischen Baseballnationalmannschaft genutzt. Auch die südkoreanische Baseballmannschaft Nexen Heroes trainiert jedes Jahr in Saint Petersburg.

### Fußball
2011 gab die Fußballmannschaft FC Tampa Bay bekannt in das Al Lang Stadium wechseln zu wollen. Vorher spielte die Mannschaft auf dem George M. Steinbrenner Field in Tampa. Somit wurde die Spielstätte für den Fußballbetrieb leicht umgebaut. 2012 fand zum ersten Mail ein Meisterschaftsfinale in dem Stadion statt, als die Rowdies im NASL Play-off-Finale gegen die Minnesota Stars gewannen. 2013 wurde der Nutzungsvertrag von den Rowdies bis 2016 verlängert.

### Lacrosse
Am 29. Januar 2013 gab die Major League Lacrosse bekannt, dass die Rochester Rattlers ihr Spiel gegen die Chesapeake Bayhawks in dem Stadion austragen werden. Es war das Eröffnungsspiel der Saison. Seitdem wird erwogen ein Lacrosse Franchise für Tampa Bay Area entstehen zu lassen.

## Trivia
- Das Al Lang Stadium war ein Drehort des Films In geheimer Kommandosache der 1955 erschienen ist. Im Film konnte man das Training des St. Louis Cardinals verfolgen. Hier wurde James Stewart in seiner Rolle als Robert „Dutch“ Holland, der bei der Mannschaft mitspielte, von der United States Air Force abgeholt.

## Galerie

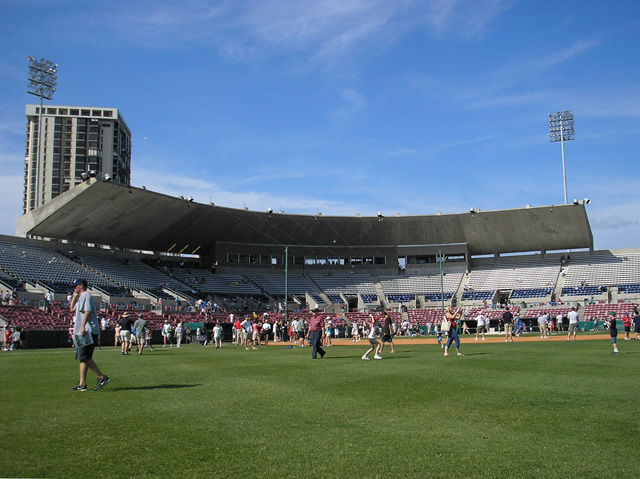
Die Haupttribüne 2008
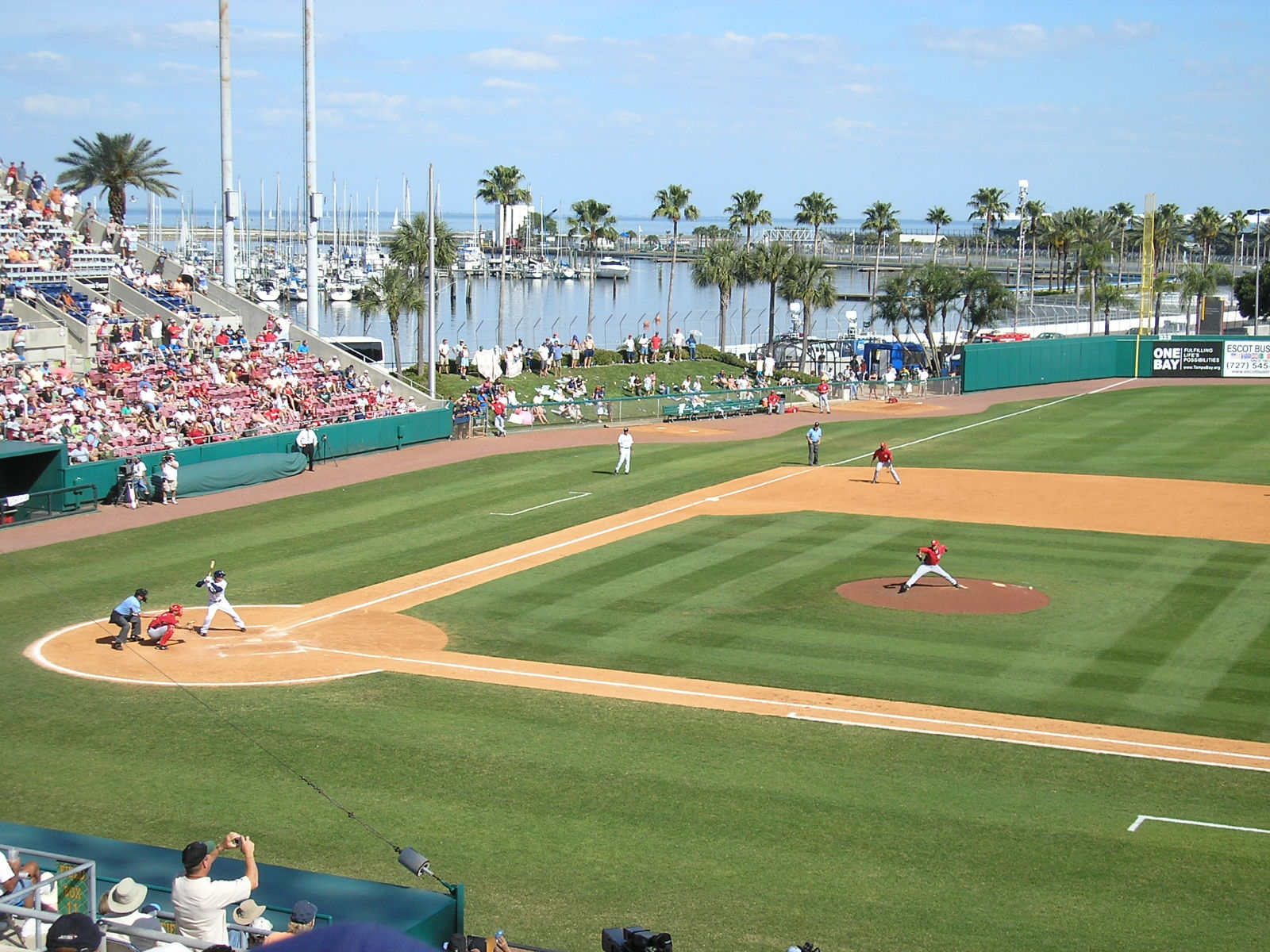
Letzter Pitch der Tampa Bay Rays im Stadion im Spring Training am 28. März 2008
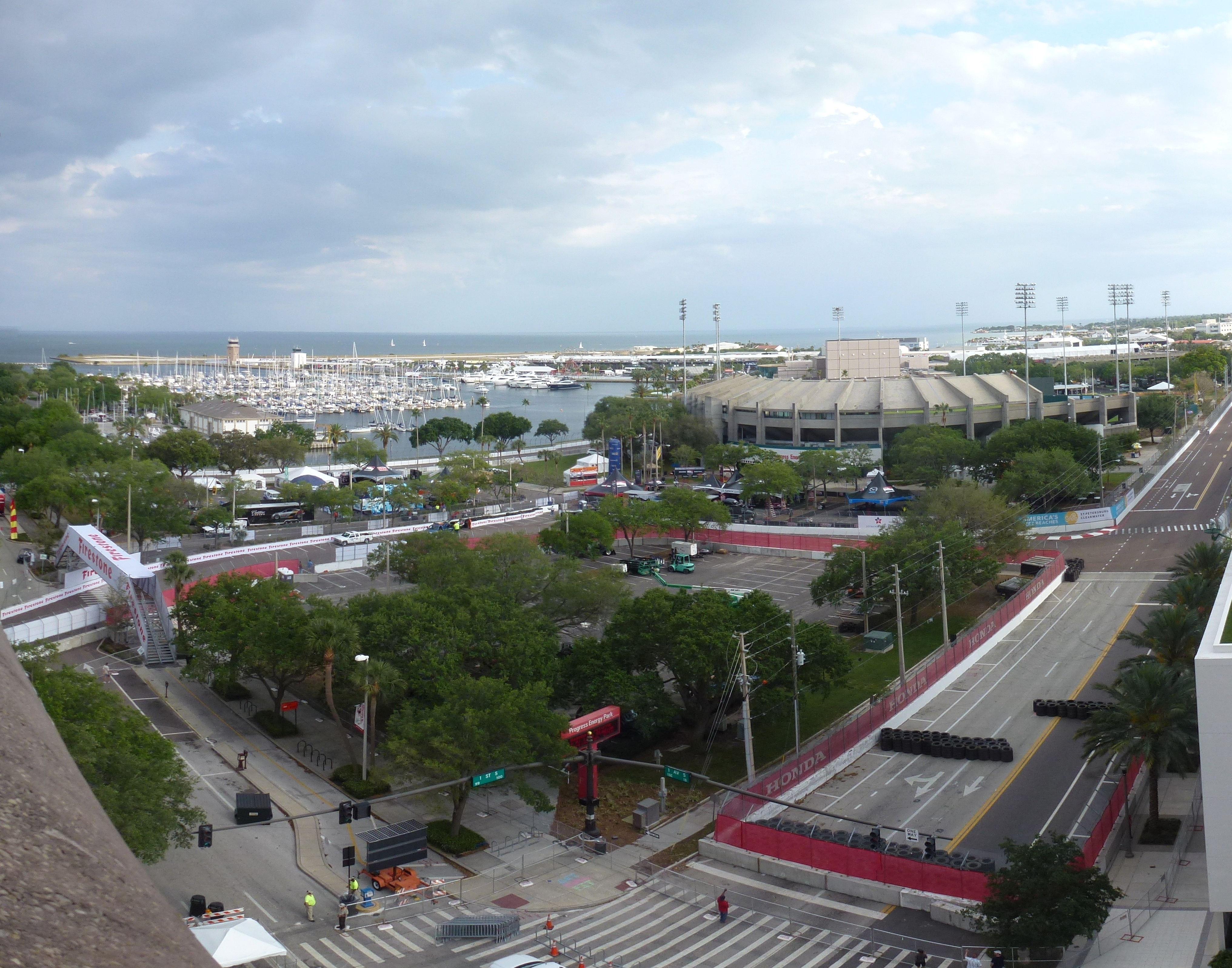
Honda Grand Prix of St. Petersburg 2012 am Stadion